# Andrena potentillae
Andrena potentillae är en biart som beskrevs av Georg Wolfgang Franz Panzer 1809. Andrena potentillae ingår i släktet sandbin, och familjen grävbin. Inga underarter finns listade i Catalogue of Life.